# Агва-Дульсе (округ Ель-Пасо, Техас)
Агва-Дульсе (англ. Agua Dulce) — переписна місцевість (CDP) в США, в окрузі Ель-Пасо штату Техас. Населення — 3218 осіб (2020).

## Географія
Агва-Дульсе розташована за координатами 31°39′17″ пн. ш. 106°8′13″ зх. д. / 31.65472° пн. ш. 106.13694° зх. д. (31.654853, -106.136903).  За даними Бюро перепису населення США в 2010 році переписна місцевість мала площу 20,19 км², уся площа — суходіл.

## Демографія
Згідно з переписом 2010 року, у переписній місцевості мешкало 3014 осіб у 718 домогосподарствах у складі 655 родин. Густота населення становила 149 осіб/км².  Було 775 помешкань (38/км²).
Расовий склад населення:
| - 81,9 % — білих - 0,2 % — корінних американців - 0,1 % — чорних або афроамериканців - 17,7 % — осіб інших рас |

До двох чи більше рас належало 0,2 %. Частка іспаномовних становила 99,2 % від усіх жителів.
За віковим діапазоном населення розподілялося таким чином: 41,5 % — особи молодші 18 років, 54,7 % — особи у віці 18—64 років, 3,8 % — особи у віці 65 років та старші. Медіана віку мешканця становила 23,1 року. На 100 осіб жіночої статі у переписній місцевості припадало 97,9 чоловіків;  на 100 жінок у віці від 18 років та старших — 89,5 чоловіків також старших 18 років.
Середній дохід на одне домашнє господарство  становив 31 210 доларів США (медіана — 27 614), а середній дохід на одну сім'ю — 30 630 доларів (медіана — 28 295). За межею бідності перебувало 55,1 % осіб, у тому числі 75,3 % дітей у віці до 18 років та 27,7 % осіб у віці 65 років та старших.
Цивільне працевлаштоване населення становило 918 осіб. Основні галузі зайнятості: будівництво — 21,7 %, освіта, охорона здоров'я та соціальна допомога — 17,4 %, виробництво — 15,7 %.